# 3. ŽNL Vukovarsko-srijemska Grupa B 2005./06.
Prvenstvo se igralo dvokružno. Prvenstvo i plasman u 2. ŽNL je osvojila NK Mladost Svinjarevci.

## Tablica
| Mj. | Klub                    | Sus. | Pobj. | Ner. | Por. | GR.    | Bod.       |
| --- | ----------------------- | ---- | ----- | ---- | ---- | ------ | ---------- |
| 1.  | NK Mladost Svinjarevci  | 24   | 19    | 2    | 3    | 94:30  | 59         |
| 2.  | ŠNK Dunav Sotin         | 24   | 17    | 2    | 5    | 78:37  | 53         |
| 3.  | NK Tompojevci           | 24   | 16    | 3    | 5    | 91:52  | 51         |
| 4.  | NK Negoslavci           | 24   | 15    | 1    | 8    | 72:33  | 46         |
| 5.  | NK Lipovača             | 24   | 13    | 4    | 7    | 73:35  | 42 (-1) ↓1 |
| 6.  | NK Vidor Srijemske Laze | 24   | 13    | 1    | 10   | 54:29  | 40         |
| 7.  | NK Borac Banovci        | 24   | 12    | 3    | 9    | 56:59  | 39         |
| 8.  | NK Petrovci             | 24   | 11    | 2    | 11   | 60:55  | 35         |
| 9.  | NK Sloga Pačetin        | 24   | 7     | 6    | 11   | 46:47  | 27         |
| 10. | NK Mohovo               | 24   | 8     | 3    | 13   | 55:75  | 27         |
| 11. | NK Opatovac             | 24   | 4     | 3    | 17   | 31:99  | 13 (-2) ↓2 |
| 12. | NK Sokol Berak          | 24   | 2     | 2    | 20   | 27:100 | 7 (-1) ↓3  |
| 13. | NK Srijem Orolik        | 24   | 2     | 2    | 20   | 28:104 | 7 (-1) ↓4  |

## Rezultati
| 1. kolo | 2. kolo | 3. kolo |
| 4. kolo | 5. kolo | 6. kolo |
| 7. kolo | 8. kolo | 9. kolo |
| 10. kolo | 11. kolo | 12. kolo |
| 13. kolo | 14. kolo | 15. kolo |
| 16. kolo | 17. kolo | 18. kolo |
| 19. kolo | 20. kolo | NK Negoslavci - NK Tompojevci 4:1 NK Sokol Berak - NK Sloga Pačetin 0:7 NK Vidor Srijemske Laze - NK Lipovača 4:1 NK Mladost Svinjarevci - NK Srijem Orolik 11:1 NK Petrovci - ŠNK Dunav Sotin 1:2 NK Opatovac - NK Borac Banovci 1:1 NK Mohovo slobodno |
| NK Borac Banovci - NK Petrovci 5:1 ŠNK Dunav Sotin - NK Mladost Svinjarevci 4:2 NK Srijem Orolik - NK Vidor Srijemske Laze 2:1 NK Sloga Pačetin - NK Negoslavci 0:0 NK Tompojevci - NK Mohovo 12:1 NK Lipovača - NK Sokol Berak -:- NK Opatovac slobodan | NK Mohovo - NK Sloga Pačetin 2:2 NK Negoslavci - NK Lipovača 2:1 NK Sokol Berak - NK Srijem Orolik 1:1 NK Vidor Srijemske Laze - ŠNK Dunav Sotin 3:2 NK Mladost Svinjarevci - NK Borac Banovci 5:0 NK Petrovci - NK Opatovac 6:1 NK Tompojevci slobodni | NK Opatovac – NK Mladost Svinjarevci 1:2 NK Borac Banovci – NK Vidor Srijemske Laze 2:1 ŠNK Dunav Sotin – NK Sokol Berak 4:1 NK Srijem Orolik – NK Negoslavci 1:7 NK Lipovača – NK Mohovo 4:1 NK Sloga Pačetin – NK Tompojevci 0:4 NK Petrovci slobodni  |
| NK Tompojevci - NK Lipovača 4:3 NK Mohovo - NK Srijem Orolik 4:2 NK Negoslavci - ŠNK Dunav Sotin 2:0 NK Sokol Berak - NK Borac Banovci 2:8 NK Vidor Srijemske Laze - NK Opatovac 4:1 NK Mladost Svinjarevci - NK Petrovci 2:1 NK Sloga Pačetin slobodna  | NK Petrovci - NK Vidor Srijemske Laze 1:2 NK Opatovac - NK Sokol Berak 5:3 NK Borac Banovci - NK Negoslavci 4:3 ŠNK Dunav Sotin - NK Mohovo 5:2 NK Srijem Orolik - NK Tompojevci 3:3 NK Lipovača - NK Sloga Pačetin 7:1 NK Mladost Svinjarevci slobodna | |